# Diploschema mandibulare
Diploschema mandibulare là một loài bọ cánh cứng trong họ Cerambycidae.